# Nyboder - Den gule by i byen
|  | Denne artikel er oprettet af botten PalnaBot ud fra en ekstern database. Den kan derfor have sproglige fejl eller mangler. Denne skabelon kan fjernes efter kontrol af indholdet. |

Nyboder - Den gule by i byen er en film med ukendt instruktør.